# Asyneuma macrodon
Asyneuma macrodon är en klockväxtart som först beskrevs av Pierre Edmond Boissier och Heinrich Carl Haussknecht, och fick sitt nu gällande namn av Joseph Friedrich Nicolaus Bornmüller. Asyneuma macrodon ingår i släktet Asyneuma och familjen klockväxter.
Artens utbredningsområde är Iran. Inga underarter finns listade i Catalogue of Life.